# Cautinella minuta
Genre
Espèce
Cautinella minuta, unique représentant du genre Cautinella, est une espèce d'araignées aranéomorphes de la famille des Linyphiidae.

## Distribution
Cette espèce est endémique d'Araucanie en Chili,. Elle se rencontre dans la province de Cautín vers 1 120 m d'altitude sur le volcan Villarrica.

## Description
Le mâle holotype mesure 1,15 mm.

## Publication originale
- Millidge, 1985 : Some linyphiid spiders from South America (Araneae, Linyphiidae). American Museum novitates, no 2836, p. 1-78 (texte intégral).